# Лузитанска саламандра
Лузитанска саламандра (Chioglossa lusitanica), наричана също златна ивичеста саламандра, е вид земноводно от семейство Саламандрови (Salamandridae). Видът е уязвим и сериозно застрашен от изчезване.

## Разпространение
Разпространен е в Испания и Португалия.